# Parc Nacional de Hallingskarvet
El Parc Nacional de Hallingskarvet (en noruec: Hallingskarvet nasjonalpark) és un parc nacional situat al centre de Noruega, que va ser establert pel govern el 22 de desembre de 2006. El parc es troba als municipis de Hol (comtat de Buskerud), d'Ulvik (comtat de Hordaland), i d'Aurland (comtat de Sogn og Fjordane). Més precisament, el parc comprèn l'altiplà Hallingskarv i les zones d'alta muntanya de l'oest del mateix. Inclou la glacera de Vargebreen, així com les valls de Såtedalen, Lengjedalen, Ynglesdalen, i parts de Raggsteindalen.
El parc nacional abasta 450 km² de la serra de Hallingskarvet i alberga grans reserves de rens salvatges, un factor important en l'establiment del parc. El punt més alt del parc nacional és Folarskardnuten, que aconsegueix una altura de 1.933 metres sobre el nivell del mar. El paisatge de Hallingskarvet va ser format per múltiples edats de gel. El parc mostra la història geològica i la connexió entre aquesta història i la variació de les espècies que hi viuen. Inclou àrees de valor especial i que són la llar d'espècies amenaçades o vulnerables, com la Draba cacuminum i la Botrychium lanceolatum.
La línia ferroviària de Bergen transcorre al llarg de la frontera sud del parc. No hi ha camí d'accés cap al costat sud del parc, de manera que l'estació de Finse, una parada de la línia de ferrocarril, és una de les poques formes en què les persones poden accedir a aquesta part del parc. La carretera comtal Noruega 50 passa a prop del límit nord del parc.
El primer element del topònim és halling (habitant de la vall de Hallingdal) i l'últim és la forma finita de skarv (muntanya o zona muntanyosa i sense vegetació).